# Liolaemus tristis
Liolaemus tristis — вид ігуаноподібних ящірок родини Liolaemidae. Ендемік Аргентини.

## Поширення і екологія
Liolaemus tristis відомі з типової місцевості, розташованої в провінції Санта-Крус. Вони живуть в патагонських степах, зустрічаються на висоті від 800 до 1000 м над рівнем моря. Є всеїдними і живородними.